# أنتي أهلستروم
أنتي أهلستروم (Antti Ahlström؛ مريكارفيا، 7 نوفمبر 1827 - هلسنكي، 10 مايو 1896) مؤسس شركة أهلستروم. و أحد من أكثر رجال الأعمال الأثرياء نفوذاً في فنلندا القرن التاسع عشر. وبالإضافة إلى ذلك ، كان آهلستروم صناعي و مالك سفينة و راعي فنون و مستشار تجارى و برلماني.